# Piptomeris umbellata
Piptomeris umbellata là một loài thực vật có hoa trong họ Đậu. Loài này được (Turcz.) Greene miêu tả khoa học đầu tiên năm 1893.